# Hengfeng (sockenhuvudort i Kina, Zhejiang Sheng, lat 28,43, long 121,34)
Hengfeng (kinesiska: 横峰, 横峰街道) är en sockenhuvudort i Kina. Den ligger i provinsen Zhejiang, i den östra delen av landet, omkring 230 kilometer sydost om provinshuvudstaden Hangzhou. Antalet invånare är 79 395. Befolkningen består av 36 636 kvinnor och 42 759 män. Barn under 15 år utgör 13,0 %, vuxna 15-64 år 82 %, och äldre över 65 år 4,0 %.
Runt Hengfeng är det mycket tätbefolkat, med 1 135 invånare per kvadratkilometer. Närmaste större samhälle är Luqiao, 16,6 km norr om Hengfeng. I omgivningarna runt Hengfeng växer i huvudsak blandskog.
Genomsnittlig årsnederbörd är 2 023 millimeter. Den regnigaste månaden är juni, med i genomsnitt 334 mm nederbörd, och den torraste är januari, med 74 mm nederbörd.